# Boy van Vliet
Boy van Vliet ('s-Hertogenbosch, 13 luglio 1994) è un cestista olandese.

## Palmarès
- Campionato olandese: 1

Heroes Den Bosch: 2021-2022
- Supercoppa d'Olanda: 1

Heroes Den Bosch: 2022
- Coppa d'Olanda: 1

Heroes Den Bosch: 2024